# Frank Bos
Frank Bos is een voormalig Nederlands honkballer.
Bos kwam uit voor de Haarlem Nicols die toentertijd in de hoofdklasse speelden. In totaal kwam hij 584 maal uit in een wedstrijd in de Nederlandse hoofdklasse. Hij speelde van 1983 tot en met 1988 voor het Nederlands honkbalteam en kwam uit in vele interlandwedstrijden op internationale toernooien. Hij kwam in 1988 uit tijdens zowel de Europese kampioenschappen, Wereldkampioenschappen als Olympische Spelen.
Frank Bos · 
Robert Eenhoorn · 
Rikkert Faneyte · 
Bill Groot · 
Gerlach Halderman · 
Jacky Jakoba · 
Marcel Joost · 
Ronald Stoovelaar · 
Thijs Vervaat · 
Bart Volkerijk · 
Eric de Vries · 
Haitze de Vries